# Carl Christoph Punct
Carl Christoph Punct († 5. August 1765 in Meißen, Kurfürstentum Sachsen) war ein deutscher Porzellanbildner.

## Leben
1761 berief Johann Joachim Kändler, der während und nach dem Siebenjährigen Krieg Leiter der plastischen Abteilung der Königlich-Polnischen und Kurfürstlich-Sächsischen Porzellan-Manufaktur in Meißen war, Punct als Nachfolger für den Bildhauer und Porzellanmodelleur Friedrich Elias Meyer den Älteren, der die Manufaktur im gleichen Jahr verlassen hatte. Puncts Gehalt betrug monatlich 33 Taler und 8 Groschen. Während seiner Tätigkeit hier erwies er sich als „sehr fleißig und fähig“. Als Zeichen besonderer Anerkennung wurde Punct 1763 zum Hofbildhauer ernannt. Nach dem Tod Puncts 1765 wurde der Bildhauer Peter Reinicke sein Nachfolger, mit dem er schon zu Lebzeiten zusammengearbeitet hatte.

## Werke (Auswahl)
Punct modellierte auch eigenständig Figuren, die er auf hohe, durchbrochene Rocaillesockel stellte. Charakteristisch für seine Arbeiten sind die länglichen Gesichter mit hoher Stirn. In seinen Entwürfen ist der Übergang vom Rokoko zum Stil Louis-seize zu erkennen. 1760 entwarf er seine Arbeit Diana und Actaeon für Friedrich II. von Preußen. Er ist zudem bekannt für seine Kindergruppen von 1764, welche die Elemente symbolisieren.
Seine Entwürfe trugen Titel wie
- Der Kavalier und die Dame, 1765
- Dame im Ballkostüm, 1765
- Jagdgruppe
- Schäferin
- Kavalier mit Blumenmädchen
- Tanzender Hirte
- Junger Mann mit Jagdhunden, um 1762
- Figurengruppen mit Allegorien der Jahreszeiten